# Cmentarz w Żukowie
Cmentarz w Żukowie – rzymskokatolicki cmentarz wyznaniowy w Żukowie w gminie Grodzisk Mazowiecki, należący do parafii Przemienienia Pańskiego. W dzisiejszym miejscu, zlokalizowanym ok. 300 metrów od kościoła parafialnego, został założony w 1824 roku. Wcześniej zmarli byli chowani na terenie bezpośrednio przylegającym do kościoła. Oprócz pochówków cywilnych, na cmentarzu znajduje się także kwatera żołnierzy poległych w 1939 roku.  W styczniu 1990 r. cmentarz został wpisany do rejestru zabytków pod numerem 1399.